# Аїша Гарт
Аїша Гарт (англ. Aiysha Hart; нар. 8 серпня 1990) — англійська акторка та сценарист, відома за виконання ролі Аріадни в фентезійному телесеріалі BBC One «Атлантида». Грає Міріам Шеппард в екранізації Sky One «Відкриття відьом».

## Життєпис
Мати Гарт родом з Ліверпуля, а її батько — із Саудівської Аравії, де Гарт жила протягом короткого часу в дитинстві. Вона вивчала англійську літературу і кіно в Королівському коледжі Лондона і навчалася в Лондонській театральній студії. Розмовляє арабською мовою на середньому рівні.

## Фільмографія
| Рік       |    | Українська назва           | Оригінальна назва      | Роль                      |
| --------- | -- | -------------------------- | ---------------------- | ------------------------- |
| 2020      | тф | Зробити мене відомим       | Make Me Famous         | Келлі                     |
| 2020      | ф  |                            | Mogul Mowgli           | Біна                      |
| 2019      | ф  |                            | Hope Gap               | Джесс                     |
| 2019      | кф | Справжня жінка             | Une Vrai Femme         |                           |
| 2016—2019 | с  | За службовими обов'язками  | Line of Duty           | Сем (12 епізод.)          |
| 2018      | с  | Відкриття відьом           | A Discovery of Witches | Міріам Шепард (7 епізод.) |
| 2018      | кф | Люди, яких ви можете знати | People You May Know    | Емілі                     |
| 2018      | ф  | Колетт                     | Colette                | Полер                     |
| 2016      | с  | Нова кров                  | New Blood              | Лейла Сайяд (7 епізод.)   |
| 2013—2015 | с  | Атлантида                  | Atlantis               | Аріадна (21 епізод.)      |
| 2014      | ф  | Честь                      | Honour                 | Мона                      |
| 2013      | ф  | Джин                       | Djinn                  | Сара                      |